# Veterinari
|  | Aquest article tracta sobre la professió. Si cerqueu la branca de la ciència mèdica, vegeu «veterinària». |

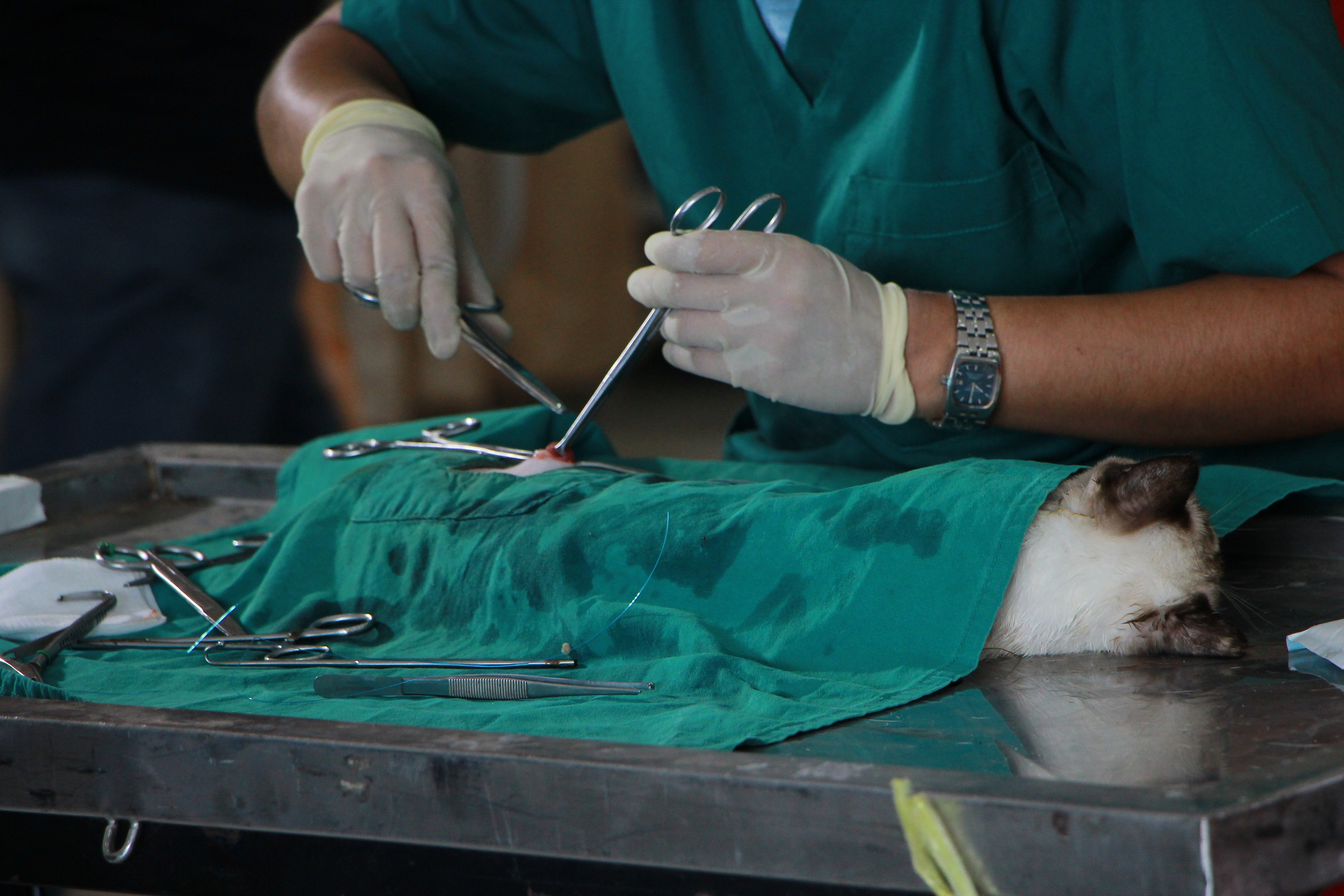
Un veterinari fa una cirurgia a un gat domèstic.

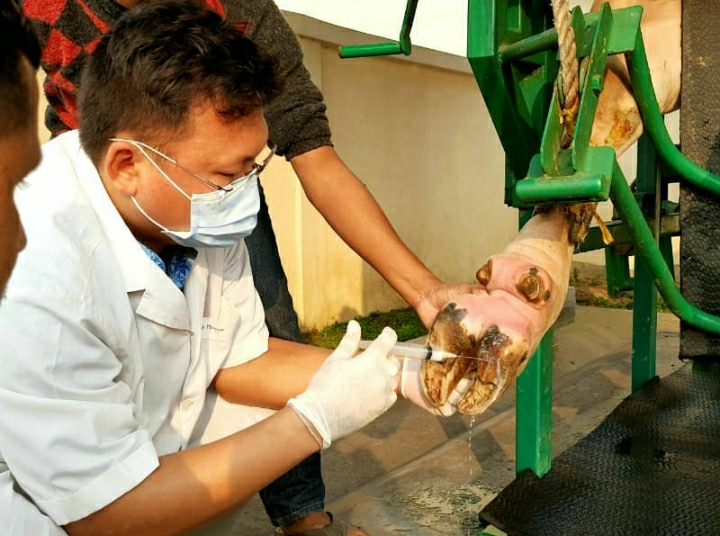
Gestió de la salut de la peülla bovina per part d'un veterinari

Un veterinari o una veterinària és un professional mèdic que exerceix la medicina veterinària. Gestionen una àmplia gamma de condicions de salut i lesions en animals no humans. Juntament amb això, els veterinaris també juguen un paper en la reproducció animal, la gestió sanitària, la conservació, la cria i la cria i la medicina preventiva com la nutrició, la vacunació i el control de paràsits, així com la bioseguretat i la vigilància i prevenció de malalties zoonòtiques.

## Descripció

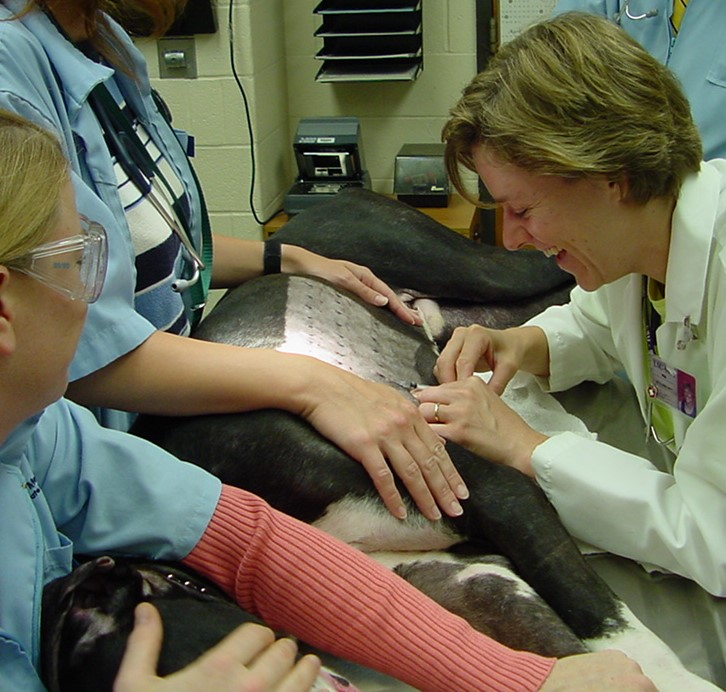
Veterinari duent a terme una prova intradèrmica per a l'al·lèrgia en un gos (2006)

En molts països, el terme per referir-se al professional de la veterinària està regulat i protegit, el que significa que les persones sense les qualificacions o la llicènciano poden utilitzar el títol. D'aquesta manera es garanteix el coneixement de la professió. En molts casos, les activitats que pot dur a terme un veterinari (com ara el tractament de malalties o la cirurgia en animals) es restringeixen només als professionals que estiguin registrats com a veterinaris. Per exemple, al Regne Unit, com en altres jurisdiccions, el tractament amb animals només pot ser realitzat per veterinaris registrats (amb algunes excepcions, com els treballadors paraveterinaris), i és il·legal que qualsevol persona que no estigui registrada es digui a si mateixa veterinari, prescrigio medicaments o faci tractaments.
La majoria dels veterinaris treballen en entorns clínics, tractant animals directament. Aquests veterinaris poden estar implicats en una pràctica general, tractant animals de tota mena; poden estar especialitzats en un grup concret d'animals com ara animals de companyia, bestiar, animals de zoològic o equins; o poden especialitzar-se en una disciplina mèdica limitada com la cirurgia, la dermatologia o la medicina interna. Com passa amb altres professionals de la salut, els veterinaris s'enfronten a decisions ètiques sobre la cura dels seus pacients. Els debats actuals dins de la professió inclouen l'ètica de certs procediments que es creu que són purament cosmètics o innecessaris per a qüestions de comportament, com ara la depuració d'ungles dels gats, l'acoblament de la cua, el tall d'orelles i la retirada de teixit de les cordes vocals dels gossos.

## Història

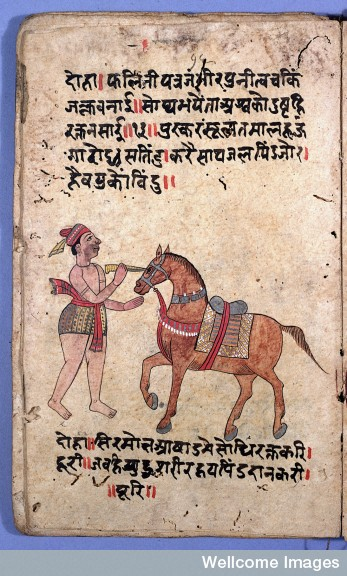
Antic text indi sobre l'operació d'ulls a un cavall

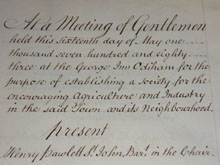
L'Odiham Agricultural Society va ajudar a establir la professió veterinària a Anglaterra.

L'antic savi indi i veterinari Shalihotra (estimació mitològica cap al 2350 aC), fill d'un savi, Hayagosha, és considerat el fundador de les ciències veterinàries.
El primer col·legi veterinari va ser fundat a Lió, França, l'any 1762 per Claude Bourgelat. Segons Lupton, després d'observar la devastació que causava la pesta del bestiar als ramats francesos, Bourgelat va dedicar el seu temps a buscar un remei. Això va fer que va fundar un col·legi de veterinària a Lió el 1761, des del qual va enviar estudiants per combatre la malaltia; en poc temps, la pesta es va frenar i es va restablir la salut del bestiar, gràcies a l'assistència a l'agricultura de la ciència i l'art veterinàries.
L'Odiham Agricultural Society va ser fundada el 1783 a Anglaterra per promoure l'agricultura i la indústria, i va tenir un paper important en la fundació de la professió veterinària a la Gran Bretanya. Una reunió de la Societat de 1785 va decidir "promoure l'estudi de Farriery sobre principis científics racionals".
La professionalització del comerç veterinari es va aconseguir finalment el 1790, gràcies a la campanya de Granville Penn, que va persuadir el francès Charles Vial de Sainbel perquè acceptés la càtedra del recentment establert Veterinary College de Londres.
La ciència veterinària va arribar a la majoria d'edat a finals del segle XIX, amb contribucions notables de Sir John McFadyean, que molts atribueixen com el fundador de la investigació veterinària moderna.

## Responsabilitats
Els veterinaris tracten malalties, trastorns o lesions dels animals, que inclouen el diagnòstic, el tractament i la cura posterior. L'àmbit de la pràctica, l'especialitat i l'experiència del veterinari individual determinaran exactament quines intervencions realitzen, però la majoria realitzarà cirurgia, de diferent complexitat.
A diferència de la medicina humana, els veterinaris han de confiar principalment en els signes clínics, ja que els animals no poden vocalitzar els símptomes com ho faria un humà. En alguns casos, els propietaris poden proporcionar una història clínica i el veterinari pot combinar aquesta informació juntament amb les observacions i els resultats de les proves diagnòstiques pertinents, com ara radiografia, TC, ressonància magnètica, anàlisis de sang, anàlisi d'orina i altres.
Els veterinaris han de considerar la conveniència de l'eutanàsia si és probable que una condició deixi l'animal amb dolor o amb una mala qualitat de vida, o si és probable que el tractament d'una afecció causi més mal que bé al pacient, o si és poc probable que el pacient sobrevisqui cap règim de tractament. A més, hi ha escenaris en què es decideix practicar l'eutanàsia a causa de les limitacions de les finances del client.
Igual que amb la medicina humana, gran part del treball veterinari es dedica a la medicina preventiva, per tal d'evitar que es produeixin problemes en el futur. Les intervencions habituals inclouen la vacunació contra malalties comunes dels animals, com la ràbia, i la profilaxi dental per prevenir o inhibir les malalties dentals. Això també pot implicar l'educació del propietari per evitar futurs problemes mèdics o de comportament.
A més, els veterinaris poden tenir un paper important en la salut pública i la prevenció de la zoonosi.